# Dick Advocaat
Richard Advocaat, detto Dick Advocaat (L'Aia, 27 settembre 1947), è un allenatore di calcio ed ex calciatore olandese, di ruolo centrocampista, commissario tecnico della nazionale curaçaota.
Da calciatore ha militato nella Eredivisie e nella North American Soccer League, mentre da allenatore ha guidato varie squadre tra cui otto nazionali: Olanda (tre volte), Emirati Arabi,Serbia,Curaçao,Corea del Sud, Belgio, Russia e Iraq; ha vinto, tra le altre cose, una Coppa UEFA e una Supercoppa europea.
È soprannominato Piccolo generale in riferimento all'epiteto Generale assegnato a Rinus Michels, con cui Advocaat collaborò durante gli anni ottanta.

## Carriera

### Calciatore
Nato a L'Aia il 27 settembre 1947, da calciatore giocò con ADO Den Haag, VVV-Venlo, Roda, Sparta Rotterdam, Utrecht nei Paesi Bassi e Chicago Sting negli Stati Uniti.
Nel 1967, con l'ADO Den Haag nelle vesti del San Francisco Golden Gate Gales, disputa l'unica edizione del campionato dell'United Soccer Association, lega calcistica nordamericana che poteva fregiarsi del titolo di campionato di Prima Divisione su riconoscimento della FIFA, nel 1967: quell'edizione della Lega fu disputata utilizzando squadre europee e sudamericane in rappresentanza di quelle della USA, che non avevano avuto tempo di riorganizzarsi dopo la scissione che aveva dato vita al campionato concorrente della National Professional Soccer League. I Golden Gate Gales non superarono le qualificazioni per i play-off, chiudendo la stagione al secondo posto della Western Division.

### Allenatore
Come allenatore iniziò all'età di 32 anni alla guida del DVSP, per poi diventare, il 1º luglio 1984, l'assistente del celebre Rinus Michels e in seguito di Leo Beenhakker nella nazionale olandese, dove rimase fino al 30 giugno 1987.
Dal 1º luglio 1987 al 30 giugno 1989 guidò l'Haarlem, dal 1º luglio 1989 al 30 giugno 1991 lo SVV e dal 1º luglio 1991 al 22 agosto 1992 il Dordrecht.
Dal 7 settembre 1992 al 15 dicembre 1994 fu commissario tecnico dei Paesi Bassi, con cui arrivò ai quarti di finale dei mondiale del 1994. Il 25 novembre 1994 si dimise da ruolo di CT per sedersi sulla panchina del PSV Eindhoven. Condusse il club alla vittoria della Coppa dei Paesi Bassi nel 1995-1996 e del campionato olandese nel 1996-1997.
Il 1º luglio 1998 fu ingaggiato dai Rangers. Nella prima stagione centrò il treble, aggiudicandosi campionato, coppa nazionale e Coppa di Lega. Nel 1999-2000 bissò il successo in campionato, ma nei successivi due anni e mezzo il ritorno del Celtic al dominio nazionale indusse la dirigenza dei Rangers ad esonerare Advocaat, il 12 dicembre 2001.
Il 25 gennaio 2002 fu nuovamente chiamato alla guida dei Paesi Bassi, reduce dal fallimento della mancata qualificazione ai Mondiali del 2002 sotto la gestione di Louis van Gaal. Riuscì a portare la squadra all'Europeo del 2004 vincendo gli spareggi contro la Scozia. Aspramente criticato dai media dopo la sconfitta per 1-0 subita in Scozia nella partita di andata, dopo il 6-0 dell'Olanda nel ritorno fu da molti indicato come il commissario tecnico in grado di far vincere il campionato europeo agli Oranje.
Agli Europei in Portogallo la formazione di Advocaat superò la fase a gruppi non senza difficoltà. In particolare il tecnico fu accusato di difensivismo per la gestione tattica della partita contro la Repubblica Ceca, vittoriosa per 3-2 dopo aver rimontato due gol agli olandesi. Ciononostante gli oranje guadagnarono l'accesso alla semifinale contro i padroni di casa del Portogallo, che vinse la partita per 2-1. Anche in tal caso il tecnico fu oggetto di critiche pungenti per il gioco espresso dalla sua squadra. Il clima di avversione raggiunse l'apice con alcune minacce di morte recapitate all'allenatore, che rassegnò le dimissioni il 6 luglio 2004.
Il 2 novembre firmò con i tedeschi del Borussia Mönchengladbach. Il 18 aprile 2005 si dimise in seguito alla precipitazione a un punto dalla zona retrocessione della Bundesliga.
Il 17 luglio venne nominato commissario tecnico degli Emirati Arabi Uniti. Il 13 settembre 2005 lasciò l'incarico per divenire il CT della Corea del Sud, che condusse durante la fase finale del campionato mondiale di Germania 2006, vincendo per 2-1 partita d'esordio contro il Togo, ma uscendo al primo turno. Il 26 giugno lascia il ruolo al suo vice Pim Verbeek.
Il 13 luglio 2006 viene nominato tecnico dello Zenit San Pietroburgo. Conquista il campionato, a 23 anni dall'ultimo successo in campionato della squadra russa. Nella stagione seguente ha condotto il club russo al sesto posto in campionato, viene eliminato dal Tom' Tomsk ai quarti di finale della Coppa di Russia e ottiene la finale della Coppa UEFA dopo aver eliminato il Villarreal nei sedicesimi di finale, l'Olympique Marsiglia negli ottavi, il Bayer Leverkusen (battuto per 4-1 in casa) nei quarti di finale, lo Zenit ha estromesso dalla competizione anche il più quotato Bayern Monaco in semifinale (1-1 all'Allianz Arena e 4-0 nel ritorno allo Stadio Petrovskij, sconfitta più netta del club tedesco nella storia delle coppe europee). Il 14 maggio 2008 al Etihad Stadium di Manchester, lo Zenit di Advocaat ha battuto i Rangers per 2 a 0 conquistando così la Coppa UEFA, primo alloro del club in campo europeo. L'allenatore olandese non si è però fermato, ed è andato a vincere anche la Supercoppa di Russia battendo per 2 a 1 il Lokomotiv Mosca e la Supercoppa UEFA, il 29 agosto contro il Manchester United di Alex Ferguson. A seguito degli scarsi risultati nella Prem'er-Liga 2009, viene esonerato il 10 agosto 2009.
Dal 23 settembre dopo le dimissioni di Franky Vercauteren è stato nominato tecnico del Belgio, quattro mesi in anticipo rispetto a quanto previsto. Il 9 dicembre ha assunto anche il ruolo di allenatore dell'AZ Alkmaar. Il 15 aprile 2010 presenta le dimissioni alla federazione belga. dal 30 giugno 2010 sulla panchina dell'AZ lo ha sostituito Gertjan Verbeek.
Il 17 maggio 2010 viene nominato prossimo commissario tecnico della Russia, a partire dal 15 luglio, rimpiazzando il connazionale Guus Hiddink. L'11 ottobre 2011 raggiunge la qualificazione diretta all'Europeo 2012 grazie all'ultima partita vinta contro l'Andorra per 6 a 0. In questa competizione si piazza al terzo posto nel girone con Repubblica Ceca, Grecia e Polonia non riuscendo pertanto ad accedere ai quarti di finale. Il 30 giugno 2012 lascia i russi.
Il 1º luglio 2012 fa ritorno in patria per allenare di nuovo il PSV Eindhoven. Vince subito la Johan Cruijff Schaal battendo l'Ajax. Esce però dall'Europa League già ai gironi, in campionato si piazza al secondo posto con 69 punti dietro all'Ajax e in Coppa d'Olanda raggiunge la finale venendo sconfitto dall'AZ Alkmaar. Il 30 giugno 2013 lascia il posto al più giovane Philip Cocu.
Il 16 ottobre 2013 ritorna alla guida dell'AZ Alkmaar. Viene eliminato dall'Europa League ai quarti di finale dal Benfica, in Coppa d'Olanda esce in semifinale con l'Ajax e in campionato si piazza all'ottavo posto.
Il 22 luglio 2014 viene nominato dalla Federazione della Serbia nuovo commissario tecnico; il contratto sarà valido fino alla fine dell'Europeo 2016. Il 15 novembre 2014 si dimette in seguito alla sconfitta per 1-3 contro la Danimarca nelle qualificazioni all'Europeo.
Il 17 marzo 2015 viene ingaggiato dagli inglesi del Sunderland, con cui firma un contratto di due mesi. Il 21 marzo seguente debutta perdendo per 0-1 sul campo del West Ham. L'11 maggio, con la squadra quasi salva, annuncia il ritiro dal mondo del calcio al termine della stagione. Il 27 maggio conferma le precedenti dichiarazioni, lasciando quindi la panchina dei Black Cats e ritirandosi dopo 35 anni di carriera da allenatore. Il 4 giugno seguente ritorna però sui suoi passi e rinnova con il Sunderland per un altro anno. Il 4 ottobre annuncia le sue dimissioni da tecnico del Sunderland, in seguito ad un inizio di stagione molto deludente, soli tre punti nelle prime otto partite di Premier League.
Il 16 febbraio 2016 diventa assistente e consulente tecnico di Giovanni van Bronckhorst al Feyenoord. Il 12 maggio lascia il ruolo che occupava nel Feyenoord per passare nello staff tecnico degli Oranje. Dopo tre giorni viene ufficializzato la sua nomina come vice allenatore di Danny Blind insieme a Marco van Basten. Il 17 giugno insieme a Kees Jansma entra a far parte dell'ADO Den Haag, come consigliere strategico.
Il 16 agosto seguente diventa il nuovo allenatore del Fenerbahçe. Sotto la sua guida la squadra è eliminata al terzo turno nei preliminari di Champions League dal Monaco e accede alla Europa League, dove chiude il girone al primo posto, ma viene eliminato ai sedicesimi di finale dal Krasnodar. Il 17 marzo 2017, Advocaat annuncia che al termine della stagione si ritirerà definitivamente dal calcio, ma il 9 maggio viene resa nota dalla federazione olandese la sua nomina a commissario tecnico dell'Olanda a partire dal giugno seguente, con Ruud Gullit come vice. Viene eliminato nella Coppa di Turchia in semifinale dal İstanbul Başakşehir e arriva al terzo posto in campionato, il 4 giugno come accordi chiude la sua esperienza turca.
Il 6 giugno viene ufficializzato con la conferenza stampa. Dopo tre giorni esordisce sulla panchina degli Oranje nella vittoria per 5 a 0 contro il Lussemburgo, valevole per la qualificazione al mondiale del 2018. Il 10 ottobre nonostante abbia battuto la Svezia per 2-0 non riesce ad accedere al mondiale, a causa di una peggiore differenza reti nei confronti proprio dei svedesi, che dunque si aggiudica il secondo posto e l'accesso ai play-off. Il 15 novembre all’indomani dell’amichevole vinta per 3-0 contro la Romania annuncia le proprie dimissioni: "Mi fermo perché penso che sia giunto il momento per un'altra generazione. E il momento per i più giovani, è il momento di dimostrarlo". Totalizza 6 vittorie e 1 sconfitta.
Il 25 dicembre viene nominato nuovo tecnico dello Sparta Rotterdam, sceglie come vice Fred Grim e Cor Pot. La squadra però retrocede ai play-out con l’Emmen e, come già annunciato a marzo, lascia la squadra a Henk Fraser.
Il 12 settembre 2018 viene ingaggiato dall'Utrecht, facendo così ritorno ai bianco-rossi dopo la precedente esperienza da giocatore. Sotto la sua gestione il 3 aprile 2019 con la vittoria per 2-6 contro il VVV-Venlo l’Utrecht realizza per la prima volta nella sua storia 6 reti in una partita di Eredivisie. La squadra con il sesto posto finale si qualifica per i play-off di qualificazione all’Europa League vincendo la finale contro il Vitesse. A fine stagione Advocaat lascia il posto a John van den Brom.
Il 30 ottobre dello stesso anno sostituisce il dimissionario Jaap Stam al Feyenoord con un contratto fino al termine della stagione; prende il club di Rotterdam 12º in Eredivisie e ultimo nel girone di Europa League. Tre giorni dopo al debutto vince per 0-3 contro il VVV-Venlo; questa è la sua vittoria numero 176 in Eredivisie superando Rinus Michels nella classifica degli allenatori più vincenti.
In occasione di Vitesse-Feyenoord 0-0 dell'8 dicembre festeggia la sua apparizione numero 800 in un match di Eredivisie (450 presenze da calciatore e 350 presenze da allenatore). Con la sconfitta per 3-2 contro il Porto del 12 dicembre si piazza ultimo nel gruppo G di Europa League con 5 punti mancando la qualificazione ai sedicesimi. Con la vittoria per 2-0 contro il Willem II consolida il 3º posto e arriva a quota 14 partite da imbattuto in Eredivisie; meglio di lui hanno fatto solo Ernst Happel (31 nel 1969) e Ben Peeters (19 nel 1967). Questa è l’ultima partita disputata in stagione poiché, dopo 40 giorni di stop, a fine aprile il campionato viene fermato definitivamente a causa dell’emergenza COVID-19: il Feyenoord termina quindi l’Eredivisie 2019-2020 al 3º posto con 50 punti – a 6 punti da Ajax e AZ Alkmaar – qualificandosi per l’Europa League e Advocaat decide di rinnovare il contratto con il club per un'altra stagione. 

Torna alla vittoria il 12 settembre 2020 all'esordio nella stagione 2020/2021 (0-2 in casa del PEC Zwolle) quando Advocaat con 72 anni e 351 giorni diventa l'allenatore più anziano di sempre a guidare una squadra in Eredivisie. Il 25 ottobre in occasione di RKC-Feyenoord 2-2 supera Peeters con 20 partite da imbattuto in campionato. Diverso sarà il cammino in Europa League dalla quale il club di Rotterdam uscirà già ai gironi arrivando terzo dietro a Dinamo Zagabria e Wolfsberger. Il 15 dicembre viene ufficializzato che a partire dal 1º luglio 2021 verrà sostituito da Arne Slot. Il 20 dicembre con la sconfitta contro il Vitesse per 1-0 si interrompe la sua imbattibilità in campionato dopo 26 partite e così il record rimane di Happel (31). Alla fine si piazza al 5º posto con 59 punti e ai play-off ha la meglio contro le sue ex squadre Sparta Rotterdam e Utrecht ottenendo così l’accesso al secondo turno di qualificazione della nuova UEFA Europa Conference League e superando inoltre le 600 presenze da allenatore nei vari campionati.
Il 31 luglio dello stesso anno viene annunciato come nuovo commissario tecnico della nazionale irachena con l'obiettivo di ottenere la qualificazione ai campionato mondiale del 2022. La settimana seguente viene premiato con il Rinus Michels Award alla carriera. Si dimette dall'incarico il 24 novembre, dopo aver ottenuto 3 pari e subito 3 sconfitte in 6 partite di qualificazione a Qatar 2022.
Il 28 novembre 2022 sostituisce Dirk Kuijt come allenatore dell’ADO Den Haag, di cui era stato giocatore e consulente tecnico, firmando un contratto fino al termine della stagione; riesce a portare la squadra dal 17º al 12º posto. Alla fine della stagione ha annunciato il proprio ritiro dalle attività manageriali.
Il 18 gennaio 2024 viene nominato ct della nazionale di Curaçao.

## Statistiche

### Club
Statistiche aggiornate al 27 gennaio 2025; in grassetto le competizioni vinte.
| Stagione            | Squadra             | Campionato        | Campionato | Campionato | Campionato | Campionato | Coppe nazionali | Coppe nazionali | Coppe nazionali | Coppe nazionali | Coppe nazionali | Coppe continentali | Coppe continentali | Coppe continentali | Coppe continentali | Coppe continentali | Altre coppe | Altre coppe | Altre coppe | Altre coppe | Altre coppe | Totale | Totale | Totale | Totale | % Vittorie | Piazzamento |
| Stagione            | Squadra             | Comp              | G          | V          | N          | P          | Comp            | G               | V               | N               | P               | Comp               | G                  | V                  | N                  | P                  | Comp        | G           | V           | N           | P           | G      | V      | N      | P      | %          | Piazzamento |
| ------------------- | ------------------- | ----------------- | ---------- | ---------- | ---------- | ---------- | --------------- | --------------- | --------------- | --------------- | --------------- | ------------------ | ------------------ | ------------------ | ------------------ | ------------------ | ----------- | ----------- | ----------- | ----------- | ----------- | ------ | ------ | ------ | ------ | ---------- | ----------- |
| 1987-1988           | Haarlem             | ED                | 34         | 14         | 6          | 14         | CO              | 2               | 1               | 1               | 0               | -                  | -                  | -                  | -                  | -                  | -           | -           | -           | -           | -           | 36     | 15     | 7      | 14     | 41,67      | 9º          |
| 1988-1989           | Haarlem             | ED                | 34         | 11         | 11         | 12         | CO              | 2               | 1               | 1               | 0               | -                  | -                  | -                  | -                  | -                  | -           | -           | -           | -           | -           | 36     | 12     | 12     | 12     | 33,33      | 10º         |
| Totale Haarlem      | Totale Haarlem      | Totale Haarlem    | 68         | 25         | 17         | 26         |                 | 4               | 2               | 2               | 0               |                    | -                  | -                  | -                  | -                  |             | -           | -           | -           | -           | 72     | 27     | 19     | 26     | 37,50      |             |
| 1989-1990           | SVV                 | EE                | 36         | 26         | 6          | 4          | CO              | 3               | 2               | 0               | 1               | -                  | -                  | -                  | -                  | -                  | -           | -           | -           | -           | -           | 39     | 28     | 6      | 5      | 71,79      | 1º (prom.)  |
| 1990-1991           | SVV                 | ED                | 34         | 8          | 8          | 18         | CO              | 3               | 2               | 0               | 1               | -                  | -                  | -                  | -                  | -                  | -           | -           | -           | -           | -           | 37     | 10     | 8      | 19     | 27,03      | 16º         |
| 1991-1992           | SVV                 | ED                | 34         | 9          | 7          | 18         | CO              | 1               | 0               | 0               | 1               | -                  | -                  | -                  | -                  | -                  | -           | -           | -           | -           | -           | 35     | 9      | 7      | 19     | 25,71      | 16º         |
| Totale SVV          | Totale SVV          | Totale SVV        | 104        | 43         | 21         | 40         |                 | 7               | 4               | 0               | 3               |                    | -                  | -                  | -                  | -                  |             | -           | -           | -           | -           | 111    | 47     | 21     | 43     | 42,34      |             |
| dic. 1994-1995      | PSV                 | ED                | 18         | 12         | 2          | 4          | CO              | -               | -               | -               | -               | CU                 | -                  | -                  | -                  | -                  | -           | -           | -           | -           | -           | 18     | 12     | 2      | 4      | 66,67      | Sub., 3º    |
| 1995-1996           | PSV                 | ED                | 34         | 24         | 5          | 5          | CO              | 5               | 5               | 0               | 0               | CU                 | 8                  | 4                  | 3                  | 1                  | -           | -           | -           | -           | -           | 47     | 33     | 8      | 6      | 70,21      | 2º          |
| 1996-1997           | PSV                 | ED                | 34         | 24         | 5          | 5          | CO              | 2               | 1               | 0               | 1               | CdC                | 4                  | 1                  | 2                  | 1                  | SO          | 1           | 1           | 0           | 0           | 41     | 27     | 7      | 7      | 65,85      | 1º          |
| 1997-1998           | PSV                 | ED                | 34         | 21         | 9          | 4          | CO              | 5               | 4               | 0               | 1               | UCL                | 6                  | 2                  | 3                  | 1                  | SO          | 1           | 1           | 0           | 0           | 46     | 28     | 12     | 6      | 60,87      | 2º          |
| 1998-1999           | Rangers             | SPL               | 36         | 23         | 8          | 5          | SC+CdL          | 5+4             | 5+4             | 0+0             | 0+0             | CU                 | 10                 | 5                  | 4                  | 1                  | -           | -           | -           | -           | -           | 55     | 37     | 12     | 6      | 67,27      | 1º          |
| 1999-2000           | Rangers             | SPL               | 36         | 28         | 6          | 2          | SC+CdL          | 5+2             | 5+1             | 0+0             | 0+1             | UCL+CU             | 10+2               | 5+1                | 1+0                | 4+1                | -           | -           | -           | -           | -           | 55     | 40     | 7      | 8      | 72,73      | 1º          |
| 2000-2001           | Rangers             | SPL               | 38         | 26         | 4          | 8          | SC+CdL          | 3+3             | 2+2             | 0+0             | 1+1             | UCL+CU             | 10+2               | 5+1                | 3+0                | 2+1                | -           | -           | -           | -           | -           | 56     | 36     | 7      | 13     | 64,29      | 2º          |
| 2001-2002           | Rangers             | SPL               | 18         | 11         | 5          | 2          | SC+CdL          | 0+2             | 0+2             | 0+0             | 0+0             | UCL+CU             | 4+6                | 2+2                | 1+3                | 1+1                | -           | -           | -           | -           | -           | 29     | 17     | 9      | 4      | 58,62      | Eson.       |
| Totale Rangers      | Totale Rangers      | Totale Rangers    | 128        | 88         | 23         | 17         |                 | 24              | 21              | 0               | 3               |                    | 43                 | 22                 | 11                 | 10                 |             | -           | -           | -           | -           | 195    | 131    | 34     | 30     | 67,18      |             |
| nov. 2004-apr. 2005 | Borussia M'gladbach | BL                | 18         | 4          | 6          | 8          | CG              | -               | -               | -               | -               | -                  | -                  | -                  | -                  |                    | -           | -           | -           | -           | -           | 18     | 4      | 6      | 8      | 22,22      | Sub., Eson. |
| 2006                | Zenit               | PL                | 21         | 10         | 8          | 3          | KR              | 3               | 2               | 1               | 0               | -                  | -                  | -                  | -                  | -                  | -           | -           | -           | -           | -           | 24     | 12     | 9      | 3      | 50,00      | Sub., 4º    |
| 2007                | Zenit               | PL                | 30         | 18         | 7          | 5          | KR              | 3               | 2               | 1               | 0               | CU                 | 8                  | 4                  | 3                  | 1                  | -           | -           | -           | -           | -           | 41     | 24     | 11     | 6      | 58,54      | 1º          |
| 2008                | Zenit               | PL                | 30         | 12         | 12         | 6          | KR              | 1               | 0               | 0               | 1               | CU                 | 9                  | 5                  | 1                  | 3                  | SR          | 1           | 1           | 0           | 0           | 41     | 18     | 13     | 10     | 43,90      | 5º          |
| 2008-2009           | Zenit               | PL                | 17         | 6          | 6          | 5          | KR              | 2               | 2               | 0               | 0               | UCL+CU             | 6+4                | 1+3                | 2+0                | 3+1                | SU          | 1           | 1           | 0           | 0           | 30     | 13     | 8      | 9      | 43,33      | Eson.       |
| Totale Zenit        | Totale Zenit        | Totale Zenit      | 98         | 46         | 33         | 19         |                 | 9               | 6               | 2               | 1               |                    | 27                 | 13                 | 6                  | 8                  |             | 2           | 2           | 0           | 0           | 136    | 67     | 41     | 28     | 49,26      |             |
| dic. 2009-2010      | AZ Alkmaar          | ED                | 18         | 11         | 4          | 3          | CO              | 1               | 0               | 0               | 1               | UCL                | 1                  | 0                  | 1                  | 0                  | -           | -           | -           | -           | -           | 20     | 11     | 5      | 4      | 55,00      | Sub., 5º    |
| 2012-2013           | PSV                 | ED                | 34         | 22         | 3          | 9          | CO              | 6               | 5               | 0               | 1               | UEL                | 8                  | 4                  | 1                  | 3                  | SO          | 1           | 1           | 0           | 0           | 49     | 32     | 4      | 13     | 65,31      | 2º          |
| Totale PSV          | Totale PSV          | Totale PSV        | 154        | 103        | 24         | 27         |                 | 18              | 15              | 0               | 3               |                    | 26                 | 11                 | 9                  | 6                  |             | 3           | 3           | 0           | 0           | 201    | 132    | 33     | 36     | 65,67      |             |
| ott. 2013-2014      | AZ Alkmaar          | ED                | 25+4       | 9+1        | 7+1        | 9+2        | CO              | 4               | 2               | 1               | 1               | UEL                | 10                 | 4                  | 3                  | 3                  | -           | -           | -           | -           | -           | 43     | 16     | 12     | 15     | 37,21      | Sub., 8º    |
| Totale AZ Alkmaar   | Totale AZ Alkmaar   | Totale AZ Alkmaar | 47         | 21         | 12         | 14         |                 | 5               | 2               | 1               | 2               |                    | 11                 | 4                  | 4                  | 3                  |             | -           | -           | -           | -           | 63     | 27     | 17     | 19     | 42,86      |             |
| mar.-giu. 2015      | Sunderland          | PL                | 9          | 3          | 3          | 3          | FACup+CdL       | -               | -               | -               | -               | -                  | -                  | -                  | -                  | -                  | -           | -           | -           | -           | -           | 9      | 3      | 3      | 3      | 33,33      | Sub., 17º   |
| ago.-ott. 2015      | Sunderland          | PL                | 8          | 0          | 3          | 5          | FACup+CdL       | 0+2             | 0+1             | 0+0             | 0+1             | -                  | -                  | -                  | -                  | -                  | -           | -           | -           | -           | -           | 10     | 1      | 3      | 6      | 10,00      | Eson.       |
| Totale Sunderland   | Totale Sunderland   | Totale Sunderland | 17         | 3          | 6          | 8          |                 | 2               | 1               | 0               | 1               |                    | -                  | -                  | -                  | -                  |             | -           | -           | -           | -           | 19     | 4      | 6      | 9      | 21,05      |             |
| 2016-2017           | Fenerbahçe          | SL                | 34         | 18         | 10         | 6          | TK              | 11              | 6               | 4               | 1               | UEL                | 10                 | 6                  | 2                  | 2                  | -           | -           | -           | -           | -           | 55     | 30     | 16     | 9      | 54,55      | Sub., 3º    |
| gen.-mag. 2018      | Sparta Rotterdam    | ED                | 17+4       | 5+1        | 1+2        | 11+1       | CO              | -               | -               | -               | -               | -                  | -                  | -                  | -                  | -                  | -           | -           | -           | -           | -           | 21     | 6      | 3      | 12     | 28,57      | Sub., 17º   |
| set. 2018-2019      | Utrecht             | ED                | 30+4       | 13+3       | 6+1        | 11+0       | CO              | 3               | 2               | 0               | 1               | -                  | -                  | -                  | -                  | -                  | -           | -           | -           | -           | -           | 36     | 18     | 7      | 10     | 50,00      | Sub., 6º    |
| ott. 2019-2020      | Feyenoord           | ED                | 14         | 11         | 3          | 0          | CO              | 4               | 4               | 0               | 0               | UEL                | 3                  | 0                  | 2                  | 1                  | -           | -           | -           | -           | -           | 21     | 15     | 5      | 1      | 71,43      | Sub., 3º    |
| 2020-2021           | Feyenoord           | ED                | 34+2       | 16+2       | 11         | 7          | CO              | 2               | 1               | 0               | 1               | UEL                | 6                  | 1                  | 2                  | 3                  | -           | -           | -           | -           | -           | 44     | 20     | 13     | 11     | 45,45      | 5º          |
| Totale Feyenoord    | Totale Feyenoord    | Totale Feyenoord  | 50         | 29         | 14         | 7          |                 | 6               | 5               | 0               | 1               |                    | 9                  | 1                  | 4                  | 4                  |             | -           | -           | -           | -           | 65     | 35     | 18     | 12     | 53,85      |             |
| Totale carriera     | Totale carriera     | Totale carriera   | 773        | 402        | 176        | 195        |                 | 88              | 64              | 9               | 15              |                    | 126                | 57                 | 36                 | 33                 |             | 5           | 5           | 0           | 0           | 992    | 528    | 221    | 243    | 53,23      |             |

### Nazionale
Nazionale emiratina
| Squadra             | Naz                            | dal            | al                | Record | Record | Record | Record     | Record | Record | Record | Record |
| G                   | V                              | N              | P                 | GF     | GS     | DR     | % Vittorie |        |        |        |        |
| ------------------- | ------------------------------ | -------------- | ----------------- | ------ | ------ | ------ | ---------- | ------ | ------ | ------ | ------ |
| Emirati Arabi Uniti | Emirati Arabi Uniti (bandiera) | 15 luglio 2005 | 30 settembre 2005 | 1      | 0      | 1      | 0          | 0      | 0      | +0     | &0,00  |

#### Panchine da commissario tecnico della nazionale emiratina
| Cronologia completa delle presenze e delle reti in nazionale ― Emirati Arabi Uniti | Cronologia completa delle presenze e delle reti in nazionale ― Emirati Arabi Uniti | Cronologia completa delle presenze e delle reti in nazionale ― Emirati Arabi Uniti | Cronologia completa delle presenze e delle reti in nazionale ― Emirati Arabi Uniti | Cronologia completa delle presenze e delle reti in nazionale ― Emirati Arabi Uniti | Cronologia completa delle presenze e delle reti in nazionale ― Emirati Arabi Uniti | Cronologia completa delle presenze e delle reti in nazionale ― Emirati Arabi Uniti | Cronologia completa delle presenze e delle reti in nazionale ― Emirati Arabi Uniti |
| Data                                                                               | Città                                                                              | In casa                                                                            | Risultato                                                                          | Ospiti                                                                             | Competizione                                                                       | Reti                                                                               | Note                                                                               |
| ---------------------------------------------------------------------------------- | ---------------------------------------------------------------------------------- | ---------------------------------------------------------------------------------- | ---------------------------------------------------------------------------------- | ---------------------------------------------------------------------------------- | ---------------------------------------------------------------------------------- | ---------------------------------------------------------------------------------- | ---------------------------------------------------------------------------------- |
| 31-7-2005                                                                          | Genf                                                                               | Egitto                                                                             | 0 – 0                                                                              | Emirati Arabi Uniti                                                                | Amichevole                                                                         | -                                                                                  |                                                                                    |
| Totale                                                                             |                                                                                    | Presenze                                                                           | 1                                                                                  |                                                                                    | Reti                                                                               | 0                                                                                  |                                                                                    |

#### Nazionale sudcoreana
| Squadra       | Naz                      | dal            | al             | Record | Record | Record | Record     | Record | Record | Record | Record |
| G             | V                        | N              | P              | GF     | GS     | DR     | % Vittorie |        |        |        |        |
| ------------- | ------------------------ | -------------- | -------------- | ------ | ------ | ------ | ---------- | ------ | ------ | ------ | ------ |
| Corea del Sud | Corea del Sud (bandiera) | 1 ottobre 2005 | 30 giugno 2006 | 19     | 9      | 5      | 5          | 22     | 17     | +5     | 47,37  |

#### Panchine da commissario tecnico della nazionale sudcoreana
| Cronologia completa delle presenze e delle reti in nazionale ― Corea del Sud | Cronologia completa delle presenze e delle reti in nazionale ― Corea del Sud | Cronologia completa delle presenze e delle reti in nazionale ― Corea del Sud | Cronologia completa delle presenze e delle reti in nazionale ― Corea del Sud | Cronologia completa delle presenze e delle reti in nazionale ― Corea del Sud | Cronologia completa delle presenze e delle reti in nazionale ― Corea del Sud | Cronologia completa delle presenze e delle reti in nazionale ― Corea del Sud | Cronologia completa delle presenze e delle reti in nazionale ― Corea del Sud |
| Data                                                                         | Città                                                                        | In casa                                                                      | Risultato                                                                    | Ospiti                                                                       | Competizione                                                                 | Reti                                                                         | Note                                                                         |
| ---------------------------------------------------------------------------- | ---------------------------------------------------------------------------- | ---------------------------------------------------------------------------- | ---------------------------------------------------------------------------- | ---------------------------------------------------------------------------- | ---------------------------------------------------------------------------- | ---------------------------------------------------------------------------- | ---------------------------------------------------------------------------- |
| 12-10-2005                                                                   | Seul                                                                         | Corea del Sud                                                                | 2 – 0                                                                        | Iran                                                                         | Amichevole                                                                   | Cho Won-hee Kim Jin-kyu                                                      | Cap: W.Lee                                                                   |
| 12-11-2005                                                                   | Seul                                                                         | Corea del Sud                                                                | 2 – 2                                                                        | Svezia                                                                       | Amichevole                                                                   | Ahn Jung-hwan Kim Young-chul                                                 | Cap: W.Lee                                                                   |
| 16-11-2005                                                                   | Seul                                                                         | Corea del Sud                                                                | 2 – 0                                                                        | Serbia e Montenegro                                                          | Amichevole                                                                   | Choi Jin-cheul Lee Dong-gook                                                 | Cap: W.Lee                                                                   |
| 18-1-2006                                                                    | Dubai                                                                        | Emirati Arabi Uniti                                                          | 1 – 0                                                                        | Corea del Sud                                                                | Amichevole                                                                   | -                                                                            | Cap: W.Lee                                                                   |
| 21-1-2006                                                                    | Riad                                                                         | Grecia                                                                       | 1 – 1                                                                        | Corea del Sud                                                                | Amichevole                                                                   | Park Chu-young                                                               | Cap: W.Lee                                                                   |
| 25-1-2006                                                                    | Riad                                                                         | Corea del Sud                                                                | 1 – 0                                                                        | Finlandia                                                                    | Amichevole                                                                   | Park Chu-young                                                               | Cap: W.Lee                                                                   |
| 29-1-2006                                                                    | Hong Kong                                                                    | Corea del Sud                                                                | 2 – 0                                                                        | Croazia                                                                      | Amichevole                                                                   | Kim Dong-jin Lee Chun-Soo                                                    | Cap: W.Lee                                                                   |
| 1-2-2006                                                                     | Hong Kong                                                                    | Corea del Sud                                                                | 1 – 3                                                                        | Danimarca                                                                    | Amichevole                                                                   | Cho Jae-jin                                                                  | Cap: W.Lee                                                                   |
| 11-2-2006                                                                    | San Francisco                                                                | Costa Rica                                                                   | 1 – 0                                                                        | Corea del Sud                                                                | Amichevole                                                                   | -                                                                            | Cap: W.Lee                                                                   |
| 15-2-2006                                                                    | Los Angeles                                                                  | Messico                                                                      | 0 – 1                                                                        | Corea del Sud                                                                | Amichevole                                                                   | Lee Dong-gook                                                                | Cap: W.Lee                                                                   |
| 22-2-2006                                                                    | Aleppo                                                                       | Siria                                                                        | 1 – 2                                                                        | Corea del Sud                                                                | QCoppaAsia                                                                   | Kim Do-heon Lee Chun-soo                                                     | Cap: W.Lee                                                                   |
| 1-3-2006                                                                     | Seul                                                                         | Corea del Sud                                                                | 1 – 0                                                                        | Angola                                                                       | Amichevole                                                                   | Park Chu-Young                                                               | Cap: W.Lee                                                                   |
| 23-5-2006                                                                    | Seul                                                                         | Corea del Sud                                                                | 1 – 1                                                                        | Senegal                                                                      | Amichevole                                                                   | Kim Do-heon                                                                  | Cap: W.Lee                                                                   |
| 26-3-2006                                                                    | Seul                                                                         | Corea del Sud                                                                | 2 – 0                                                                        | Bosnia ed Erzegovina                                                         | Amichevole                                                                   | Seol Ki-hyeon Cho Jae-jin                                                    | Cap: W.Lee                                                                   |
| 1-6-2006                                                                     | Oslo                                                                         | Norvegia                                                                     | 0 – 0                                                                        | Corea del Sud                                                                | Amichevole                                                                   | -                                                                            | Cap: W.Lee                                                                   |
| 4-6-2006                                                                     | Seul                                                                         | Corea del Sud                                                                | 1 – 3                                                                        | Ghana                                                                        | Amichevole                                                                   | Kim Dong-hyun                                                                |                                                                              |
| 13-6-2006                                                                    | Francoforte                                                                  | Corea del Sud                                                                | 2 – 1                                                                        | Togo                                                                         | Mondiali 2006 - 1º turno                                                     | Lee Chun-soo Ahn Jung-hwan                                                   | Cap: W.Lee                                                                   |
| 18-6-2006                                                                    | Lipsia                                                                       | Francia                                                                      | 1 – 1                                                                        | Corea del Sud                                                                | Mondiali 2006 - 1º turno                                                     | Park Ji-sung                                                                 | Cap: W.Lee                                                                   |
| 23-6-2006                                                                    | Hannover                                                                     | Svizzera                                                                     | 2 – 0                                                                        | Corea del Sud                                                                | Mondiali 2006 - 1º turno                                                     | -                                                                            | Cap: W.Lee                                                                   |
| Totale                                                                       |                                                                              | Presenze                                                                     | 19                                                                           |                                                                              | Reti                                                                         | 22                                                                           |                                                                              |

#### Nazionale belga
| Squadra | Naz               | dal               | al             | Record | Record | Record | Record     | Record | Record | Record | Record |
| G       | V                 | N                 | P              | GF     | GS     | DR     | % Vittorie |        |        |        |        |
| ------- | ----------------- | ----------------- | -------------- | ------ | ------ | ------ | ---------- | ------ | ------ | ------ | ------ |
| Belgio  | Belgio (bandiera) | 23 settembre 2009 | 15 aprile 2010 | 5      | 3      | 0      | 2          | 7      | 3      | +4     | 60,00  |

#### Panchine da commissario tecnico della nazionale belga
| Cronologia completa delle presenze e delle reti in nazionale ― Belgio | Cronologia completa delle presenze e delle reti in nazionale ― Belgio | Cronologia completa delle presenze e delle reti in nazionale ― Belgio | Cronologia completa delle presenze e delle reti in nazionale ― Belgio | Cronologia completa delle presenze e delle reti in nazionale ― Belgio | Cronologia completa delle presenze e delle reti in nazionale ― Belgio | Cronologia completa delle presenze e delle reti in nazionale ― Belgio | Cronologia completa delle presenze e delle reti in nazionale ― Belgio |
| Data                                                                  | Città                                                                 | In casa                                                               | Risultato                                                             | Ospiti                                                                | Competizione                                                          | Reti                                                                  | Note                                                                  |
| --------------------------------------------------------------------- | --------------------------------------------------------------------- | --------------------------------------------------------------------- | --------------------------------------------------------------------- | --------------------------------------------------------------------- | --------------------------------------------------------------------- | --------------------------------------------------------------------- | --------------------------------------------------------------------- |
| 10-10-2009                                                            | Bruxelles                                                             | Belgio                                                                | 2 – 0                                                                 | Turchia                                                               | Qual. Mondiali 2010                                                   | 2 Emile Mpenza                                                        | Cap: T.Vermaelen                                                      |
| 14-10-2009                                                            | Tallinn                                                               | Estonia                                                               | 2 – 0                                                                 | Belgio                                                                | Qual. Mondiali 2010                                                   | -                                                                     | Cap: T.Vermaelen                                                      |
| 14-11-2009                                                            | Gent                                                                  | Belgio                                                                | 3 – 0                                                                 | Ungheria                                                              | Amichevole                                                            | Marouane Fellaini Thomas Vermaelen Kevin Mirallas (rig.)              | Cap: T.Vermaelen                                                      |
| 17-11-2009                                                            | Sedan                                                                 | Belgio                                                                | 2 – 0                                                                 | Qatar                                                                 | Amichevole                                                            | Axel Witsel Wesley Sonck                                              | Cap: T.Vermaelen                                                      |
| 3-3-2010                                                              | Bruxelles                                                             | Belgio                                                                | 0 – 1                                                                 | Croazia                                                               | Amichevole                                                            | -                                                                     | Cap: T.Vermaelen                                                      |
| Totale                                                                |                                                                       | Presenze                                                              | 5                                                                     |                                                                       | Reti                                                                  | 7                                                                     |                                                                       |

#### Nazionale russa
| Squadra | Naz               | dal            | al             | Record | Record | Record | Record     | Record | Record | Record | Record |
| G       | V                 | N              | P              | GF     | GS     | DR     | % Vittorie |        |        |        |        |
| ------- | ----------------- | -------------- | -------------- | ------ | ------ | ------ | ---------- | ------ | ------ | ------ | ------ |
| Russia  | Russia (bandiera) | 15 luglio 2010 | 30 giugno 2012 | 24     | 12     | 8      | 4          | 32     | 13     | +19    | 50,00  |

#### Panchine da commissario tecnico della nazionale russa
| Cronologia completa delle presenze e delle reti in nazionale ― Russia | Cronologia completa delle presenze e delle reti in nazionale ― Russia | Cronologia completa delle presenze e delle reti in nazionale ― Russia | Cronologia completa delle presenze e delle reti in nazionale ― Russia | Cronologia completa delle presenze e delle reti in nazionale ― Russia | Cronologia completa delle presenze e delle reti in nazionale ― Russia | Cronologia completa delle presenze e delle reti in nazionale ― Russia                      | Cronologia completa delle presenze e delle reti in nazionale ― Russia |
| Data                                                                  | Città                                                                 | In casa                                                               | Risultato                                                             | Ospiti                                                                | Competizione                                                          | Reti                                                                                       | Note                                                                  |
| --------------------------------------------------------------------- | --------------------------------------------------------------------- | --------------------------------------------------------------------- | --------------------------------------------------------------------- | --------------------------------------------------------------------- | --------------------------------------------------------------------- | ------------------------------------------------------------------------------------------ | --------------------------------------------------------------------- |
| 11-8-2010                                                             | San Pietroburgo                                                       | Russia                                                                | 1 – 0                                                                 | Bulgaria                                                              | Amichevole                                                            | Roman Shirokov                                                                             | Cap: A.Arshavin                                                       |
| 3-9-2010                                                              | Andorra la Vella                                                      | Andorra                                                               | 0 – 2                                                                 | Russia                                                                | Qual. Euro 2012                                                       | 2 Pavel Pogrebnyak 1 (rig.)                                                                | Cap: A.Arshavin                                                       |
| 7-9-2010                                                              | Mosca                                                                 | Russia                                                                | 0 – 1                                                                 | Slovacchia                                                            | Qual. Euro 2012                                                       | -                                                                                          | Cap: A.Arshavin                                                       |
| 8-10-2010                                                             | Dublino                                                               | Irlanda                                                               | 2 – 3                                                                 | Russia                                                                | Qual. Euro 2012                                                       | Aleksandr Kerzhakov Alan Dzagoev Roman Shirokov                                            | Cap: A.Arshavin                                                       |
| 12-10-2010                                                            | Skopje                                                                | Macedonia                                                             | 0 – 1                                                                 | Russia                                                                | Qual. Euro 2012                                                       | Aleksandr Kerzhakov                                                                        | Cap: A.Arshavin                                                       |
| 17-11-2010                                                            | Voronež                                                               | Russia                                                                | 0 – 2                                                                 | Belgio                                                                | Amichevole                                                            | -                                                                                          | Cap: A.Arshavin                                                       |
| 9-2-2011                                                              | Abu Dhabi                                                             | Iran                                                                  | 1 – 0                                                                 | Russia                                                                | Amichevole                                                            | -                                                                                          | Cap: A.Arshavin                                                       |
| 26-3-2011                                                             | Erevan                                                                | Armenia                                                               | 0 – 0                                                                 | Russia                                                                | Qual. Euro 2012                                                       | -                                                                                          | Cap: A.Arshavin                                                       |
| 29-3-2011                                                             | Doha                                                                  | Qatar                                                                 | 1 – 1                                                                 | Russia                                                                | Amichevole                                                            | Roman Pavlyuchenko                                                                         | Cap: A.Arshavin                                                       |
| 4-6-2011                                                              | San Pietroburgo                                                       | Russia                                                                | 3 – 1                                                                 | Armenia                                                               | Qual. Euro 2012                                                       | 3 Roman Pavlyuchenko 1 (rig.)                                                              | Cap: A.Arshavin                                                       |
| 7-6-2011                                                              | Wals-Siezenheim                                                       | Camerun                                                               | 0 – 0                                                                 | Russia                                                                | Amichevole                                                            | -                                                                                          | Cap: V.Malafeev                                                       |
| 10-8-2011                                                             | Mosca                                                                 | Russia                                                                | 1 – 0                                                                 | Serbia                                                                | Amichevole                                                            | Pavel Pogrebnyak                                                                           | Cap: A.Arshavin                                                       |
| 2-9-2011                                                              | Mosca                                                                 | Russia                                                                | 1 – 0                                                                 | Macedonia                                                             | Qual. Euro 2012                                                       | Igor' Semšov                                                                               | Cap: A.Arshavin                                                       |
| 6-9-2011                                                              | Mosca                                                                 | Russia                                                                | 0 – 0                                                                 | Irlanda                                                               | Qual. Euro 2012                                                       | -                                                                                          | Cap: A.Arshavin                                                       |
| 7-10-2011                                                             | Žilina                                                                | Slovacchia                                                            | 0 – 1                                                                 | Russia                                                                | Qual. Euro 2012                                                       | Alan Dzagoev                                                                               | Cap: A.Arshavin                                                       |
| 11-10-2011                                                            | Mosca                                                                 | Russia                                                                | 6 – 0                                                                 | Andorra                                                               | Qual. Euro 2012                                                       | 2 Alan Dzagoev Sergey Ignashevich Roman Pavlyuchenko Denis Glushakov Diniyar Bilyaletdinov | Cap: A.Arshavin                                                       |
| 11-11-2011                                                            | il Pireo                                                              | Grecia                                                                | 1 – 1                                                                 | Russia                                                                | Amichevole                                                            | Roman Shirokov                                                                             | Cap: A.Arshavin                                                       |
| 29-2-2012                                                             | Copenaghen                                                            | Danimarca                                                             | 0 – 2                                                                 | Russia                                                                | Amichevole                                                            | Roman Shirokov Andrey Arshavin                                                             | Cap: A.Arshavin                                                       |
| 25-5-2012                                                             | Mosca                                                                 | Russia                                                                | 1 – 1                                                                 | Uruguay                                                               | Amichevole                                                            | Aleksandr Kerzhakov                                                                        | Cap: A.Arshavin                                                       |
| 29-5-2012                                                             | Nyon                                                                  | Lituania                                                              | 0 – 0                                                                 | Russia                                                                | Amichevole                                                            | -                                                                                          | Cap: A.Arshavin                                                       |
| 1-6-2012                                                              | Zurigo                                                                | Italia                                                                | 0 – 3                                                                 | Russia                                                                | Amichevole                                                            | Aleksandr Kerzhakov 2 Roman Shirokov                                                       | Cap: A.Arshavin                                                       |
| 8-6-2012                                                              | Breslavia                                                             | Rep. Ceca                                                             | 1 – 4                                                                 | Russia                                                                | Euro 2012 - Fase a gironi                                             | 2 Alan Dzagoev Roman Shirokov Roman Pavlyuchenko                                           | Cap: A.Arshavin                                                       |
| 12-6-2012                                                             | Varsavia                                                              | Polonia                                                               | 1 – 1                                                                 | Russia                                                                | Euro 2012 - Fase a gironi                                             | Alan Dzagoev                                                                               | Cap: A.Arshavin                                                       |
| 16-6-2012                                                             | Varsavia                                                              | Grecia                                                                | 1 – 0                                                                 | Russia                                                                | Euro 2012 - Fase a gironi                                             | -                                                                                          | Cap: A.Arshavin                                                       |
| Totale                                                                |                                                                       | Presenze                                                              | 24                                                                    |                                                                       | Reti                                                                  | 32                                                                                         |                                                                       |

#### Nazionale serba
| Squadra | Naz               | dal            | al               | Record | Record | Record | Record     | Record | Record | Record | Record |
| G       | V                 | N              | P                | GF     | GS     | DR     | % Vittorie |        |        |        |        |
| ------- | ----------------- | -------------- | ---------------- | ------ | ------ | ------ | ---------- | ------ | ------ | ------ | ------ |
| Serbia  | Serbia (bandiera) | 28 luglio 2014 | 15 novembre 2014 | 4      | 0      | 2      | 2          | 3      | 8      | −5     | &0,00  |

#### Panchine da commissario tecnico della nazionale serba
| Cronologia completa delle presenze e delle reti in nazionale ― Serbia | Cronologia completa delle presenze e delle reti in nazionale ― Serbia | Cronologia completa delle presenze e delle reti in nazionale ― Serbia | Cronologia completa delle presenze e delle reti in nazionale ― Serbia | Cronologia completa delle presenze e delle reti in nazionale ― Serbia | Cronologia completa delle presenze e delle reti in nazionale ― Serbia | Cronologia completa delle presenze e delle reti in nazionale ― Serbia | Cronologia completa delle presenze e delle reti in nazionale ― Serbia |
| Data                                                                  | Città                                                                 | In casa                                                               | Risultato                                                             | Ospiti                                                                | Competizione                                                          | Reti                                                                  | Note                                                                  |
| --------------------------------------------------------------------- | --------------------------------------------------------------------- | --------------------------------------------------------------------- | --------------------------------------------------------------------- | --------------------------------------------------------------------- | --------------------------------------------------------------------- | --------------------------------------------------------------------- | --------------------------------------------------------------------- |
| 7-9-2014                                                              | Belgrado                                                              | Serbia                                                                | 1 – 1                                                                 | Francia                                                               | Amichevole                                                            | Aleksandar Kolarov                                                    | Cap: B.Ivanovic                                                       |
| 11-10-2014                                                            | Erevan                                                                | Armenia                                                               | 1 – 1                                                                 | Serbia                                                                | Qual. Euro 2016                                                       | Zoran Tosic                                                           | Cap: B.Ivanovic                                                       |
| 14-10-2014                                                            | Belgrado                                                              | Serbia                                                                | 0 – 3 tav                                                             | Albania                                                               | Qual. Euro 2016                                                       | -                                                                     | Cap: B.Ivanovic                                                       |
| 14-11-2014                                                            | Belgrado                                                              | Serbia                                                                | 1 – 3                                                                 | Danimarca                                                             | Qual. Euro 2016                                                       | Zoran Tosic                                                           | Cap: B.Ivanovic                                                       |
| Totale                                                                |                                                                       | Presenze                                                              | 4                                                                     |                                                                       | Reti                                                                  | 3                                                                     |                                                                       |

#### Nazionale irachena
| Squadra | Naz             | dal            | al               | Record | Record | Record | Record     | Record | Record | Record | Record |
| G       | V               | N              | P                | GF     | GS     | DR     | % Vittorie |        |        |        |        |
| ------- | --------------- | -------------- | ---------------- | ------ | ------ | ------ | ---------- | ------ | ------ | ------ | ------ |
| Iraq    | Iraq (bandiera) | 31 luglio 2021 | 23 novembre 2021 | 6      | 0      | 4      | 2          | 3      | 9      | −6     | &0,00  |

#### Panchine da commissario tecnico della nazionale irachena
| Cronologia completa delle presenze e delle reti in nazionale ― Iraq | Cronologia completa delle presenze e delle reti in nazionale ― Iraq | Cronologia completa delle presenze e delle reti in nazionale ― Iraq | Cronologia completa delle presenze e delle reti in nazionale ― Iraq | Cronologia completa delle presenze e delle reti in nazionale ― Iraq | Cronologia completa delle presenze e delle reti in nazionale ― Iraq | Cronologia completa delle presenze e delle reti in nazionale ― Iraq | Cronologia completa delle presenze e delle reti in nazionale ― Iraq |
| Data                                                                | Città                                                               | In casa                                                             | Risultato                                                           | Ospiti                                                              | Competizione                                                        | Reti                                                                | Note                                                                |
| ------------------------------------------------------------------- | ------------------------------------------------------------------- | ------------------------------------------------------------------- | ------------------------------------------------------------------- | ------------------------------------------------------------------- | ------------------------------------------------------------------- | ------------------------------------------------------------------- | ------------------------------------------------------------------- |
| 2-9-2021                                                            | Seul                                                                | Corea del Sud                                                       | 0 – 0                                                               | Iraq                                                                | Qual. Mondiali 2022                                                 | -                                                                   | Cap: A.Khalaf                                                       |
| 7-9-2021                                                            | Doha                                                                | Iraq                                                                | 0 – 3                                                               | Iran                                                                | Qual. Mondiali 2022                                                 | -                                                                   | Cap: A.Khalaf                                                       |
| 7-10-2021                                                           | Doha                                                                | Iraq                                                                | 0 – 0                                                               | Libano                                                              | Qual. Mondiali 2022                                                 | -                                                                   | Cap: A.Adnan                                                        |
| 12-10-2021                                                          | Dubai                                                               | Emirati Arabi Uniti                                                 | 2 – 2                                                               | Iraq                                                                | Qual. Mondiali 2022                                                 | autorete Ayman Hussein                                              | Cap: A.Abdul-Zahra                                                  |
| 11-11-2021                                                          | Doha                                                                | Iraq                                                                | 1 – 1                                                               | Siria                                                               | Qual. Mondiali 2022                                                 | Amir Al-Ammari                                                      | Cap: A. I. Khalaf                                                   |
| 16-11-2021                                                          | Doha                                                                | Iraq                                                                | 0 – 3                                                               | Corea del Sud                                                       | Qual. Mondiali 2022                                                 | -                                                                   | Cap: A. I. Khalaf                                                   |
| Totale                                                              |                                                                     | Presenze                                                            | 6                                                                   |                                                                     | Reti                                                                | 3                                                                   |                                                                     |

#### Nazionale Curaçao
| Squadra | Naz                | dal             | al        | Record | Record | Record | Record     | Record | Record | Record | Record |
| G       | V                  | N               | P         | GF     | GS     | DR     | % Vittorie |        |        |        |        |
| ------- | ------------------ | --------------- | --------- | ------ | ------ | ------ | ---------- | ------ | ------ | ------ | ------ |
| Curaçao | Curaçao (bandiera) | 18 gennaio 2024 | in carica | 14     | 8      | 3      | 3          | 32     | 10     | +22    | 57,14  |

#### Panchine da commissario tecnico della nazionale curaçuense
| Cronologia completa delle presenze e delle reti in nazionale ― Curaçao | Cronologia completa delle presenze e delle reti in nazionale ― Curaçao | Cronologia completa delle presenze e delle reti in nazionale ― Curaçao | Cronologia completa delle presenze e delle reti in nazionale ― Curaçao | Cronologia completa delle presenze e delle reti in nazionale ― Curaçao | Cronologia completa delle presenze e delle reti in nazionale ― Curaçao | Cronologia completa delle presenze e delle reti in nazionale ― Curaçao       | Cronologia completa delle presenze e delle reti in nazionale ― Curaçao |
| Data                                                                   | Città                                                                  | In casa                                                                | Risultato                                                              | Ospiti                                                                 | Competizione                                                           | Reti                                                                         | Note                                                                   |
| ---------------------------------------------------------------------- | ---------------------------------------------------------------------- | ---------------------------------------------------------------------- | ---------------------------------------------------------------------- | ---------------------------------------------------------------------- | ---------------------------------------------------------------------- | ---------------------------------------------------------------------------- | ---------------------------------------------------------------------- |
| 6-6-2024                                                               | Willemstad                                                             | Curaçao                                                                | 4 – 1                                                                  | Barbados                                                               | Qual. Mondiali 2026                                                    | 3 Rangelo Janga 1 (rig.) Gervane Kastaneer                                   | Cap: E.Room                                                            |
| 9-6-2024                                                               | Oranjestad                                                             | Aruba                                                                  | 0 – 2                                                                  | Curaçao                                                                | Qual. Mondiali 2026                                                    | Juninho Bacuna Xander Severina                                               | Cap: E.Room                                                            |
| 6-9-2024                                                               | St. George's                                                           | Saint Lucia                                                            | 2 – 1                                                                  | Curaçao                                                                | CONCACAF Nations League 2024-2025 - Lega B                             | Joshua Brenet                                                                | Cap: E.Room                                                            |
| 9-9-2024                                                               | St. George's                                                           | Curaçao                                                                | 4 – 0                                                                  | Sint Maarten                                                           | CONCACAF Nations League 2024-2025 - Lega B                             | 2 Juninho Bacuna Gervane Kastaneer Joshua Zimmerman                          | Cap: E.Room                                                            |
| 11-10-2024                                                             | Gros Islet                                                             | Grenada                                                                | 0 – 0                                                                  | Curaçao                                                                | CONCACAF Nations League 2024-2025 - Lega B                             | -                                                                            | Cap: E.Room                                                            |
| 14-10-2024                                                             | Gros Islet                                                             | Curaçao                                                                | 1 – 0                                                                  | Grenada                                                                | CONCACAF Nations League 2024-2025 - Lega B                             | Juninho Bacuna                                                               | Cap: E.Room                                                            |
| 16-11-2024                                                             | Willemstad                                                             | Sint Maarten                                                           | 0 – 5                                                                  | Curaçao                                                                | CONCACAF Nations League 2024-2025 - Lega B                             | 4 Jearl Margaritha Juninho Bacuna (rig.)                                     | Cap: E.Room                                                            |
| 19-11-2024                                                             | Willemstad                                                             | Curaçao                                                                | 4 – 1                                                                  | Saint Lucia                                                            | CONCACAF Nations League 2024-2025 - Lega B                             | 2 Gervane Kastaneer 2 Juninho Bacuna                                         | Cap: E.Room                                                            |
| 19-3-2025                                                              | Belek                                                                  | Kazakistan                                                             | 2 – 0                                                                  | Curaçao                                                                | Amichevole                                                             | -                                                                            |                                                                        |
| 7-6-2025                                                               | Willemstad                                                             | Curaçao                                                                | 4 – 0                                                                  | Saint Lucia                                                            | Qual. Mondiali 2026                                                    | 3 Gervane Kastaneer Juninho Bacuna                                           | Cap: L.Bacuna                                                          |
| 11-6-2025                                                              | Oranjestad                                                             | Haiti                                                                  | 1 – 5                                                                  | Curaçao                                                                | Qual. Mondiali 2026                                                    | Gervane Kastaneer Kenji Gorré Jearl Margaritha Kevin Felida Jeremy Antonisse | Cap: L.Bacuna                                                          |
| 18-6-2025                                                              | San Jose                                                               | Curaçao                                                                | 0 – 0                                                                  | El Salvador                                                            | Gold Cup 2025 - 1°turno                                                | -                                                                            | Cap: J.Bacuna                                                          |
| 22-6-2025                                                              | Houston                                                                | Curaçao                                                                | 1 – 1                                                                  | Canada                                                                 | Gold Cup 2025 - 1°turno                                                | Jeremy Antonisse                                                             | Cap: L.Bacuna                                                          |
| 25-6-2025                                                              | San Jose                                                               | Honduras                                                               | 2 – 1                                                                  | Curaçao                                                                | Gold Cup 2025 - 1°turno                                                | autorete                                                                     | Cap: E.Room                                                            |
| Totale                                                                 |                                                                        | Presenze                                                               | 14                                                                     |                                                                        | Reti                                                                   | 32                                                                           |                                                                        |

## Palmarès

### Allenatore

#### Competizioni nazionali
- Eerste Divisie: 1

SVV: 1989-1990
- Coppa dei Paesi Bassi: 1

PSV Eindhoven: 1995-1996
- Supercoppa dei Paesi Bassi: 3  (record condiviso con Louis van Gaal)

PSV Eindhoven: 1996, 1997, 2012
- Campionato olandese: 1

PSV Eindhoven: 1996-1997
- Coppa di Lega scozzese: 1

Rangers: 1998-1999
- Campionato scozzese: 2

Rangers: 1998-1999, 1999-2000
- Coppa di Scozia: 2

Rangers: 1998-1999, 1999-2000
- Campionato russo: 1

Zenit: 2007
- Supercoppa di Russia: 1

Zenit: 2008

#### Competizioni internazionali
- Coppa UEFA: 1

Zenit: 2007-2008
- Supercoppa UEFA: 1

Zenit: 2008